# Mathieu Crepel

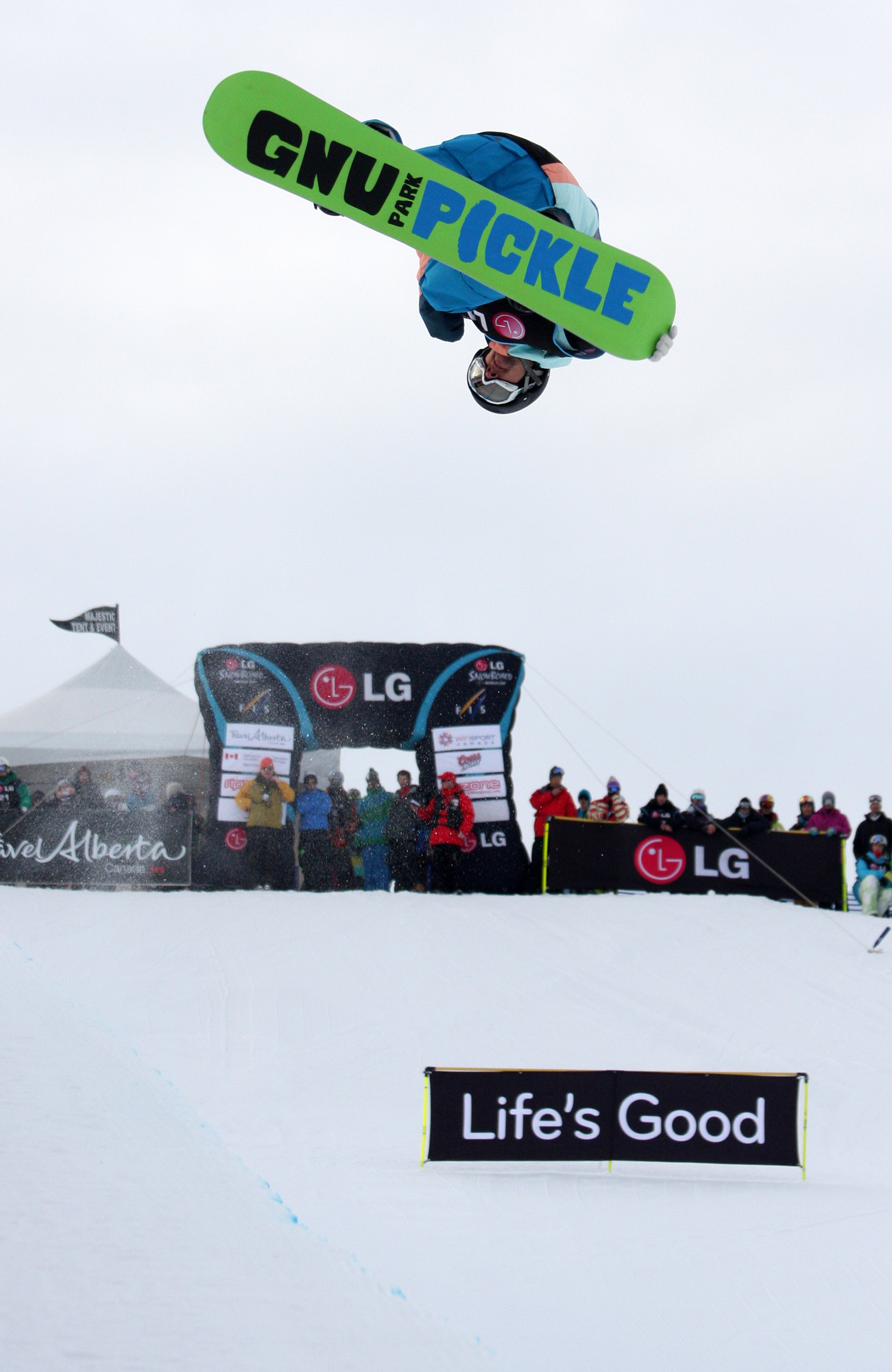
Mathieu Crepel bei einem Weltcup-Wettbewerb in Calgary

Mathieu Crepel (* 26. Oktober 1984 in Tarbes) ist ein französischer Snowboarder.
Bei der Weltmeisterschaft 2007 in Arosa gewann er im Big Air und in der Halfpipe jeweils die Goldmedaille. Im Jahr 2005 wurde er Halfpipe-Weltcupsieger der FIS-Tour, im Jahr 2006 Gesamtsieger der Ticket to Ride World Snowboard Tour. Bei der Weltmeisterschaft 2009 in Gangwon gewann er in der Halfpipe die Bronzemedaille.